# M'Sila

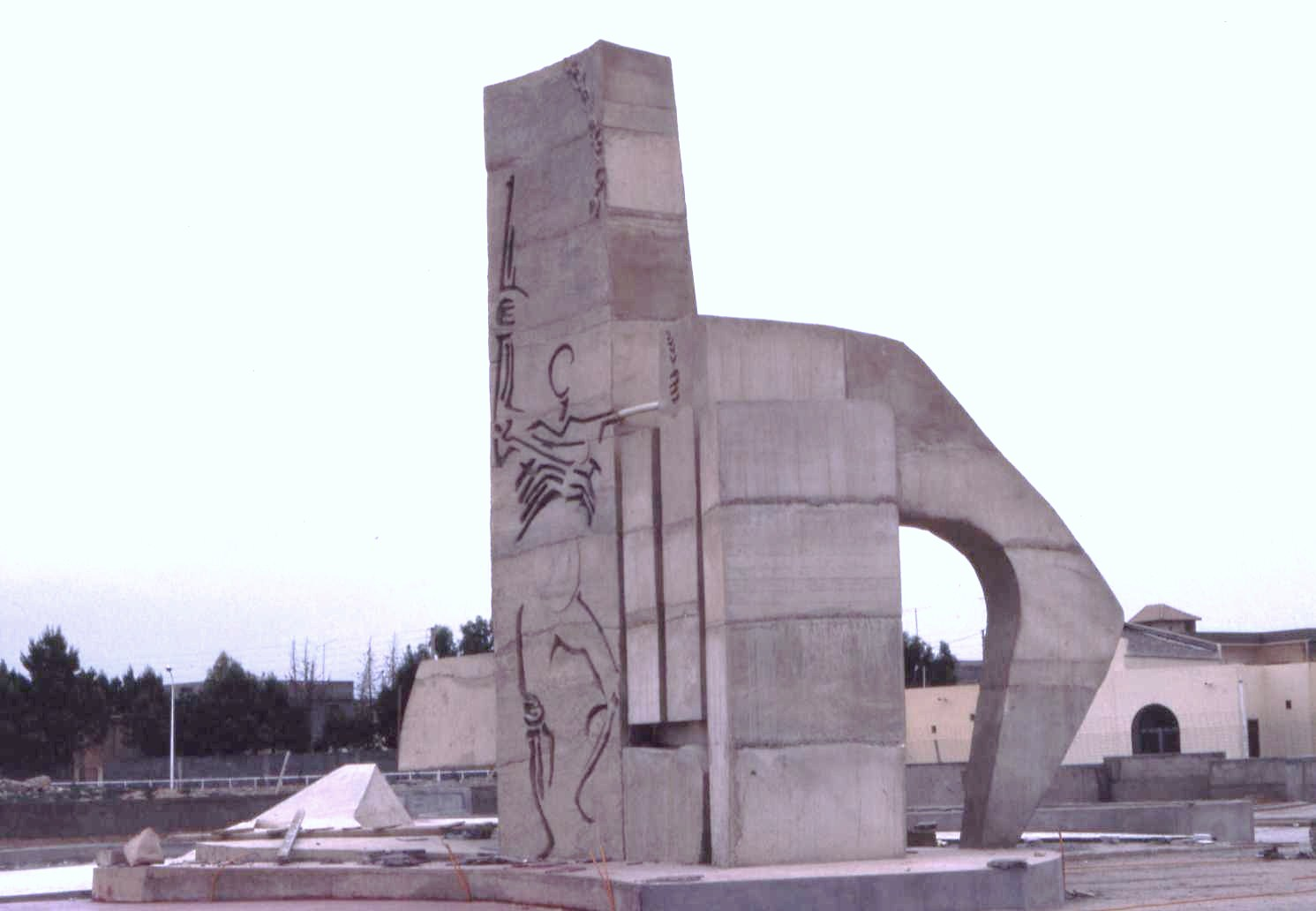
Skulptur i M'Sila, av Mohammed Khadda.

M'Sila (arabiska المسيلة) är en stad och kommun i norra Algeriet och är administrativ huvudort för en provins med samma namn. Folkmängden i kommunen uppgick till 156 647 invånare vid folkräkningen 2008, varav 132 975 invånare bodde i centralorten.